# Fernando Cabrita
Fernando da Silva Cabrita OIH (Lagoa, 1 de Maio de 1923 – Loures, 22 de Setembro de 2014) foi um futebolista e treinador português.

## Carreira
Fernando Cabrita foi jogador de futebol durante as décadas de 1940 e 1950, começando a sua carreira no Olhanense, clube que então se encontrava na primeira divisão. Cabrita integrou o plantel em 1942 e aí permaneceu até 1951.
O contributo de Fernando Cabrita para a sua equipa foi excepcional, com o Olhanense a atingir lugares respeitáveis na classificação. Atacante, é recordado como um jogador "de ouro" da equipa de Olhão.
Um dos seus jogos mais memoráveis ocorreu a 1 de julho de 1945 em Lisboa, quando disputou a final da Taça de Portugal contra o Sporting, a qual perdeu por 1-0.
Pouco antes da final da taça, no mesmo ano, Cabrita foi convocado para a seleção portuguesa pela primeira vez, para a partida contra Espanha disputada a 11 de março de 1945. O jogo terminou com um empate a 2-2.
Fernando Cabrita foi o autor de um golo na seleção, marcado durante o seu segundo jogo internacional, disputado contra Espanha a 2 de abril de 1950, cinco anos depois de ter sido convocado pela última vez. Este jogo, decorrido em Madrid, terminou com uma derrota por 5-1 para Portugal, tendo feito parte das Eliminatórias do Campeonato Mundial de Futebol de 1950.
A sua última participação na selecção nacional deu-se durante um jogo amigável contra o Brasil, em São Paulo, que terminou com a derrota de Portugal por 3-0. Somou ao todo sete internacionalizações, marcando um golo pela equipa nacional.
Após a despromoção do Olhanense no fim da temporada 1950/1951, Cabrita tentou a sua sorte em França, no Angers, clube onde jogou na segunda divisão francesa, e onde permaneceu dois anos.
Depois de jogar em França, o jogador regressou a Portugal, onde integrou a equipa do Sporting Covilhã, que jogava na primeira divisão.
Um ano após a sua chegada à equipa, Cabrita tornou-se, em simultâneo com a sua carreira de jogador, treinador de um clube pequeno perto da Covilhã, o Unhais da Serra, que jogava na divisão regional de Castelo Branco (AF Castelo Branco).
Durante a sua carreira no Sporting da Covilhã, o jogador viu o seu clube ser despromovido para a II Divisão - Zona Norte. Durante a temporada 1957/1958, a sua penúltima como jogador, a equipa atingiu o segundo lugar da classificação e foi novamente promovido para o principal escalão do campeonato português. A equipa terminaria a época na oitava posição.
Foi em 1956 que sua carreira como treinador começou, primeiro com o Unhais da Serra. Apesar de ser a primeira vez que o clube poderia ser promovido para a III Divisão, a equipa acabaria, no entanto, por ser despromovida.
Na época 1959/1960, Cabrita foi treinador do Portimonense, clube da 2ª divisão. Na época seguinte, juntou-se às reservas do Sport Lisboa e Benfica, onde permaneceu como adjunto e orientador das camadas jovens até à sua ascensão como treinador principal na época de 67/68, entre a saída de Fernando Riera e o regresso de Otto Glória. A aposta foi bem sucedida: o clube foi campeão nesse ano e ainda conquistou a Taça da Honra.
Mais tarde, o treinador juntou-se ao União de Tomar, após ter sido despromovido. Em 1970, a equipa terminou na segunda posição regressando para o principal escalão do futebol português.
Após esta passagem pela cidade dos Templários, o treinador foi chamado de novo para o Benfica durante a temporada 1973/1974, tendo conquistado apenas a Taça de Honra. Cabrita permaneceu no clube como adjunto até 77/78, altura em que regressou ao comando de um clube da segunda divisão, desta vez o Beira Mar, com o qual terminou o campeonato em primeiro lugar.
O Rio Ave chamá-lo-ia também para treinar a equipa entre 1980 e 1981. Na temporada seguinte, Cabrita foi treinador do Académico de Viseu.
Tendo já demonstrado talento e domínio da táctica como treinador, Cabrita foi escolhido como seleccionador nacional de Portugal em 1983. Foi sob a sua orientação que a Selecção Nacional chegou à fase final do Euro 1984 que decorreu em França. A participação de Portugal foi memorável, com embates contra a Alemanha (0-0) Espanha (1-1), Roménia (1-0), que permitiram à equipa chegar à meia final, onde encontrou a França. O jogo foi disputado a 23 de junho de 1984 em Marselha. A equipa esteve perto da final, conseguindo dar a volta a um resultado negativo já no prolongamento. No entanto, os portugueses cederam à pressão e acabaram por perder por 3-2 já no fim do encontro, graças a golos de Domergue e Platini.
A 24 de Agosto de 1985, Fernando Cabrita foi feito Oficial da Ordem do Infante D. Henrique.
Após a eliminação no Europeu, Fernando Cabrita passou a orientar a equipa de Penafiel, mas não conseguiu evitar que o seu clube acabasse despromovido para a  2ª divisão.
Em 1986/1987, assumiu o comando da equipa do Estrela da Amadora, que jogava na segunda divisão, e terminou em segundo lugar.
No ano seguinte, Fernando decidiu tentar um novo desafio, e deslocou-se para Marrocos para treinar o Raja Casablanca para a temporada 1987/1988. Foi o primeiro treinador estrangeiro do clube, conseguindo o feito de atingir o título de campeão pela primeira vez na história da equipa.
Depois do título conquistado em Marrocos, regressou à primeira divisão portuguesa durante a temporada 1988/1989 para treinar o Académico de Viseu, que recorreu a Cabrita para ajudar a salvar o clube da despromoção. Porém, a aposta não foi bem sucedida e o clube terminou em 20° lugar, o último na Liga.
Em 1990/1991, Cabrita fez uma nova passagem por Marrocos, regressando ao Raja Casablanca, onde desta vez não conquistou quaisquer títulos.
Em 1991/1992, a sua última temporada como treinador, Fernando Cabrita decidiu ficar próximo da sua família e do Algarve, onde nasceu, para ser treinador do Esperança de Lagos.
Fernando Cabrita faleceu a 22 de Setembro de 2014, em Loures, com 91 anos. Encontra-se sepultado no Cemitério de Benfica, em Lisboa.

## Estatísticas
| Temporada | Clube            | País     | Divisão | Temporada em clube | Seleção de Portugal |
| --------- | ---------------- | -------- | ------- | ------------------ | ------------------- |
| 1942/1943 | Olhanense        | Portugal | 1       | ?                  | -                   |
| 1943/1944 | Olhanense        | Portugal | 1       | ?                  | -                   |
| 1944/1945 | Olhanense        | Portugal | 1       | ?                  | 1 jogo              |
| 1945/1946 | Olhanense        | Portugal | 1       | ?                  | -                   |
| 1946/1947 | Olhanense        | Portugal | 1       | ?                  | -                   |
| 1947/1948 | Olhanense        | Portugal | 1       | ?                  | -                   |
| 1948/1949 | Olhanense        | Portugal | 1       | ?                  | -                   |
| 1949/1950 | Olhanense        | Portugal | 1       | ?                  | 2 jogos             |
| 1950/1951 | Olhanense        | Portugal | 1       | ?                  | -                   |
| 1951/1952 | Angers           | França   | 2       | ?                  | -                   |
| 1952/1953 | Angers           | França   | 2       | ?                  | 2 jogos             |
| 1953/1954 | Sporting Covilhã | Portugal | 1       | ?                  | -                   |
| 1954/1955 | Sporting Covilhã | Portugal | 1       | ?                  | -                   |
| 1955/1956 | Sporting Covilhã | Portugal | 1       | ?                  | -                   |
| 1956/1957 | Sporting Covilhã | Portugal | 1       | ?                  | 2 jogos             |
| 1957/1958 | Sporting Covilhã | Portugal | 2       | ?                  | -                   |
| 1958/1959 | Sporting Covilhã | Portugal | 1       | 22 jogos / 1 golo  | -                   |

### Jogos internacionais
|    | Data                   | Cidade                    | Adversário       | Resultado |         | Competição                                      |
| -- | ---------------------- | ------------------------- | ---------------- | --------- | ------- | ----------------------------------------------- |
| 1. | 11 de março de 1945    | Lisboa, Portugal          | Espanha          | 2 – 2     | 90'     | jogo amigável                                   |
| 2. | 2 de abril de 1950     | Madrid, Espanha           | Espanha          | 5 – 1     | 36' 90' | Eliminatórias para a Copa do Mundo FIFA de 1950 |
| 3. | 9 de abril de 1950     | Lisboa, Portugal          | Espanha          | 2 – 2     | 90'     | Eliminatórias para a Copa do Mundo FIFA de 1950 |
| 4. | 22 de novembro de 1953 | Lisboa, Portugal          | África do Sul    | 3 – 1     | 90'     | jogo amigável                                   |
| 5. | 29 de novembro de 1953 | Lisboa, Portugal          | Áustria          | 0 – 0     | 40'     | Eliminatórias para a Copa do Mundo FIFA de 1954 |
| 6. | 1 de maio de 1957      | Belfast, Irlanda do Norte | Irlanda do Norte | 3 – 0     | 90'     | Eliminatórias para a Copa do Mundo FIFA de 1958 |
| 7. | 16 de junho de 1957    | São Paulo, Brasil         | Brasil           | 3 – 0     | 45'     | jogo amigável                                   |

## Títulos

### Benfica
- Taça de Honra : 1968 (?), 1974

### Beira Mar
- II Divisão - Zona Centro : 1978

### Raja Casablanca
- Campeonato de Marrocos : 1988